# 이원익 선생 묘 및 신도비
이원익 선생 묘 및 신도비(李元翼 先生 墓 및 神道碑)는 대한민국 경기도 광명시 소하동에 있는 조선 중기 문신인 오리(梧里) 이원익(1547년 ∼ 1634년)의 묘이다. 1985년 9월 20일 경기도의 기념물 제85호로 지정되었다.

## 개요
조선 중기 문신인 오리(梧里) 이원익(1547∼1634)의 묘이다.
선조 2년(1569)에 별시문과에 급제한 뒤 여러 관직을 거쳤으며, 임진왜란 때는 평양탈환 작전에 성공하여 우의정을 거쳐 영의정에 올랐다. 대동법을 건의하여 불합리한 조세제도를 시정하고 백성의 부담을 덜었다. 다섯 차례나 영의정을 지냈지만 오막살이 초가에서 청빈하게 살아 청백리에 선정되었다.
그의 묘는 부인과의 합장묘이며 봉분이 2기인 쌍분이다. 봉분 앞에 묘비·상석·향로석 등이 있고, 좌우에는 멀리서도 무덤이 있음을 알려주는 망주석(望柱石)과 문인석이 각 1쌍씩 서 있다. 신도비(神道碑:왕이나 고관 등의 평생업적을 기리기 위해 무덤 근처 길가에 세우던 비)는 묘역 아래 길가에 있는데, 비석 윗부분에는 두마리 용이 여의주를 물고 다투는 모양이 생동감있게 표현되었다. 이준이 글을 짓고 허목이 글씨를 쓴 비문은 마모가 심해 내용을 알기 어렵다.

## 참고 자료
- 이원익 선생 묘 및 신도비 - 국가유산청 국가유산포털